# Palazzo Nerucci
Palazzo Nerucci è un edificio situato a Castel del Piano, in provincia di Grosseto. Ospita all'interno la raccolta d'arte del comune.

## Storia
L'imponente edificio risale al 1564 e fu costruito per volere di Domenico Nerucci, importante figura delle corti vaticane. Nerucci rivestì importanti cariche ecclesiastiche: fu auditore del cardinale Fornelli, auditore fiscale in Campidoglio sotto Gregorio XIII e giudice d'appello sotto Sisto V. Il prospetto principale del palazzo si affaccia su piazza Colonna, all'interno del centro storico, mentre il retro dà su corso Nasini: lo sviluppo planimetrico a "C" con corte risente l'influenza dei contatti romani del Nerucci, e si ispira alla Farnesina di Baldassarre Peruzzi. Nell'angolo nord-occidentale dell'edificio si trova la loggia della Mercanzia, risalente al 1554, dove è situata al suo interno la cappella della Concezione, pregevolmente affrescata. Negli anni il palazzo ha ospitato la sede del Comune, prima che fosse trasferita presso il Palazzo Ginanneschi nel 1937, ed un liceo cittadino dal 1964. Al piano nobile dell'edificio è allestita del 2005 la raccolta d'arte di Palazzo Nerucci.

## Raccolta d'arte di Palazzo Nerucci
La raccolta d'arte di Palazzo Nerucci è stata allestita nel 2005 ed era costituita inizialmente da un nucleo di nove opere lasciate nel 1883 dalla famiglia di Giuseppe Vegni all'ospedale di Castel del Piano. La collezione, di proprietà della ASL 9 Grosseto, è data in comodato al comune amiatino. L'inaugurazione definitiva è avvenuta il 1º luglio 2006. La raccolta d'arte è stata arricchita dalle donazioni delle opere giovanili (1952-1978) del pittore Edo Cei e negli ultimi anni da alcune sculture dell'artista Piero Bonacina di Montegiovi.

### Sale espositive

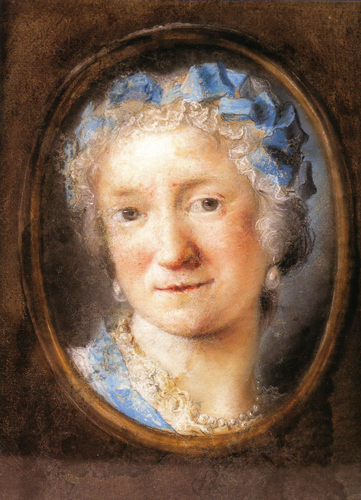
LAutoritratto di Rosalba Carriera

La visita alla raccolta d'arte inizia al piano nobile del palazzo, in una stanza dove sono situate la biglietteria e la libreria. Dalla biglietteria si può raggiungere, sulla sinistra voltando le spalle alla porta d'ingresso, le quattro sale dove sono allestite periodicamente mostre temporanee. Negli anni questa sezione ha ospitato anche esposizioni di grande livello artistico-culturale, tra cui si ricorda la mostra su Joan Miró del 2010 e quella su Keith Haring, Andy Warhol e Pietro Psaier nel 2012. Sulla destra, invece, si accede alla sala conferenze, e proseguendo si raggiungono le quattro sale dove è ospitata la raccolta d'arte.

#### Prima sezione
La prima sala ospita il nucleo originario della raccolta, la collezione Vegni donata nel 1883 all'ospedale di Castel del Piano. Le opere della collezione denotano l'interesse di Giuseppe Vegni per il genere della veduta, del paesaggio, e proprio i paesaggi costituiscono il fulcro della sua raccolta: cinque delle opere sono infatti produzioni artistiche del XIX secolo che rappresentano scene di vita rurale, quotidiana, come ad esempio La lavandaia o Alla fonte, dipinti di un anonimo pittore italiano di scuola romana, oppure un Paesaggio del fiorentino Emilio Donnini. I pezzi più interessanti della collezione Vegni, tuttavia, sono due opere che si scostano dal tema naturalistico: sono il Ritratto di Cosimo III de' Medici, granduca di Toscana, un interessante ricamo su seta della seconda metà del XVIII secolo, opera che testimonia una finissima sapienza tecnica della tradizione del ricamo femminile, e soprattutto l'Autoritratto di Rosalba Carriera, importante ritrattista settecentesca, annoverata tra le maggiori esponenti del tema in quel periodo. Le due opere che completano la collezione sono uno stemma gentilizio (tempera su carta) del XIX secolo e una natura morta floreale, olio su tela, scoperta con il restauro del ricamo di Cosimo III.
Nella stessa stanza, sono inoltre esposte due opere della celebre famiglia di pittori dei Nasini, acquistate dal Comune successivamente: un'Annunciazione proveniente dalla bottega di Antonio Nasini ed un Trapasso di San Giuseppe di Francesco Nasini.
Nel luglio 2012 si aggiunge alla raccolta d'arte il dipinto La volpe di Bernard Le Huche, donato dal pittore stesso al Sistema museale Amiata grossetano.

#### Seconda sezione
Le restanti tre sale della pinacoteca sono tutte dedicate al pittore grossetano Edo Cei, il quale ha donato al Comune, alla fine del 2004, le proprie opere giovanili, che coprono un periodo di tempo che va dal 1952 al 1978. Molto legato a Castel del Piano, dove ha vissuto la propria giovinezza, Cei è stato autore di vignette, manifesti, caricature e dipinti che rappresentavano personaggi, eventi e luoghi del paese e del Monte Amiata. Le prime due sezioni della raccolta Cei, dedicate al mondo amiatino, espongono quindi venti caricature dipinte con varie tecniche (china, lapis), sei manifesti a tempera su carta da pacchi bianca e sette quadri a olio su tela. Le venti caricature su cartoncino riproducono alcuni dei tipi, dei personaggi, della Castel del Piano degli anni cinquanta: vi sono il preside, il professore, il pensionato frequentatore del bar, il prete, la bella del paese, lo sciatore improvvisato. I sei manifesti sono vere pubblicità realizzate da Cei alla fine degli anni cinquanta e si può vedere qui l'influenza del cinema, dei fumetti e della mutevole cultura di quel periodo. Sette bozzetti, infine, riproducono vedute e ambienti di Castel del Piano, Arcidosso e Seggiano. Nell'ultima sala sono esposti otto dipinti (1965-1978) che esprimono le prime tematiche esistenziali, metafisiche, che costituiranno in futuro la principale ricerca pittorica dell'autore. Vi sono due dipinti, Vecchio cinema all'aperto (1966) e Partire in un giorno di festa (1978), che sono sempre da inserire in quell'insieme di opere riferibili all'ambiente casteldelpianese: in modo particolare il secondo, dedicato a Danilo Pioli, scomparso il 7 settembre 1978, alla vigilia del Palio delle contrade di Castel del Piano.
Le sale dedicate alle opere di Edo Cei sono arredate inoltre da quattro sculture in legno dell'artista Piero Bonacina, residente a Montegiovi, dove è situato il giardino d'arte da lui ideato.